# Hermann David Weber

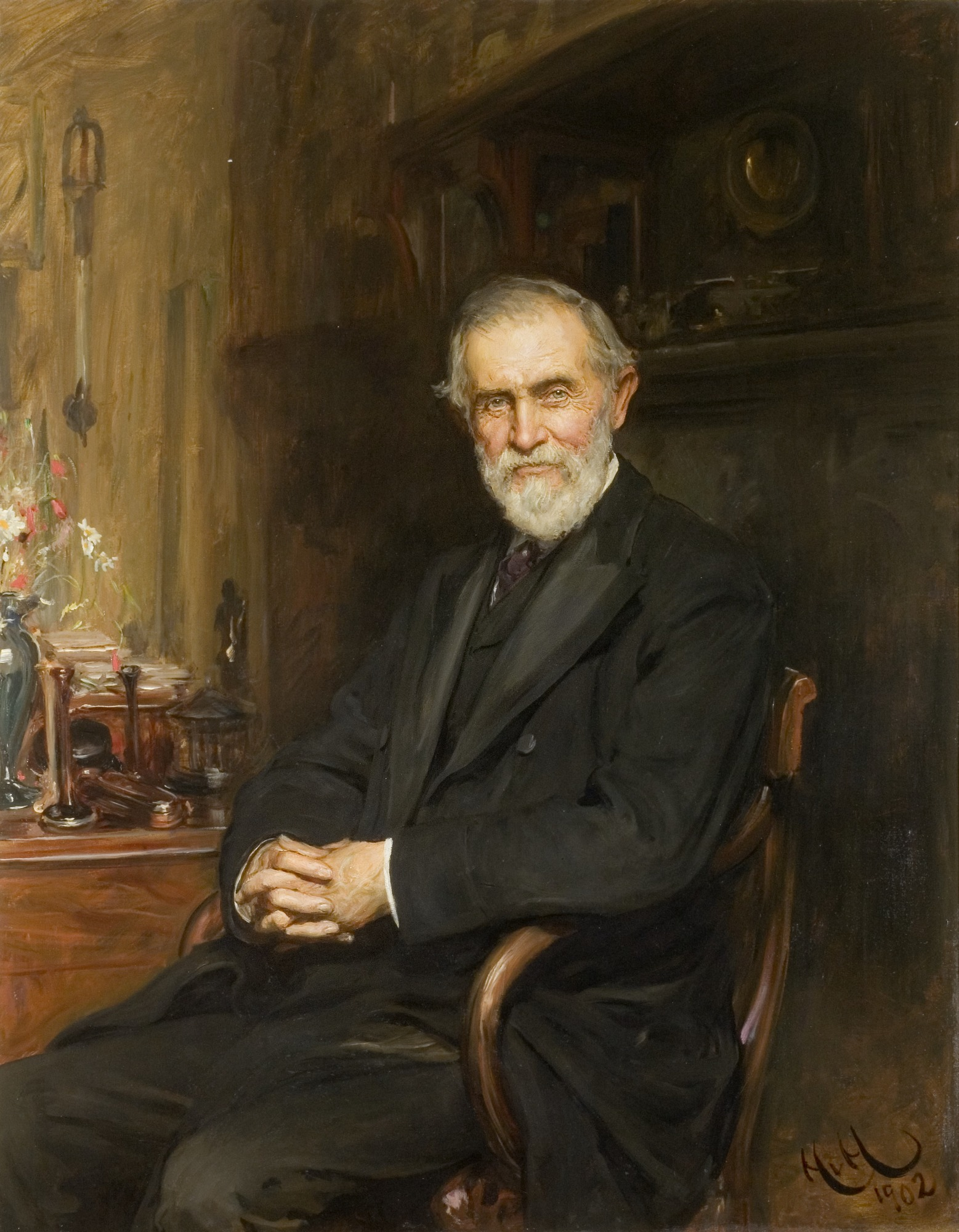
Sir Hermann David Weber (1902)
Werk von Hubert von Herkomer

Sir Hermann David Weber (* 30. Dezember 1823 in Holzkirchen; † 11. November 1918 in London) war ein deutsch-britischer Mediziner und Numismatiker.

## Leben
Hermann Weber war der Sohn eines Gutsverwalters, der von Emmanuel von Mensdorff-Pouilly mit der Führung eines Gutes im unterfränkischen Holzkirchen bei Würzburg betraut wurde, und dessen Ehefrau, deren Mädchenname Ruperti war. Hermann Weber besuchte eine Privatschule in Würzburg und nach dem Umzug der Familie nach Fulda später ab 1838 das Gymnasium in Fulda. Ab 1844 studierte er zunächst an der Philipps-Universität Marburg und dann an der Rheinischen Friedrich-Wilhelms-Universität Bonn Medizin und wurde 1848 in Bonn zum Dr. med. promoviert. Im Mai 1851 wurde er auf dem bis dahin vakanten Dienstposten des Resident Medical Officer am Londoner Deutschen Krankenhaus in Dalston eingestellt und war in der Folge für das Krankenhaus als Arzt sowie auch als beratender Arzt tätig.

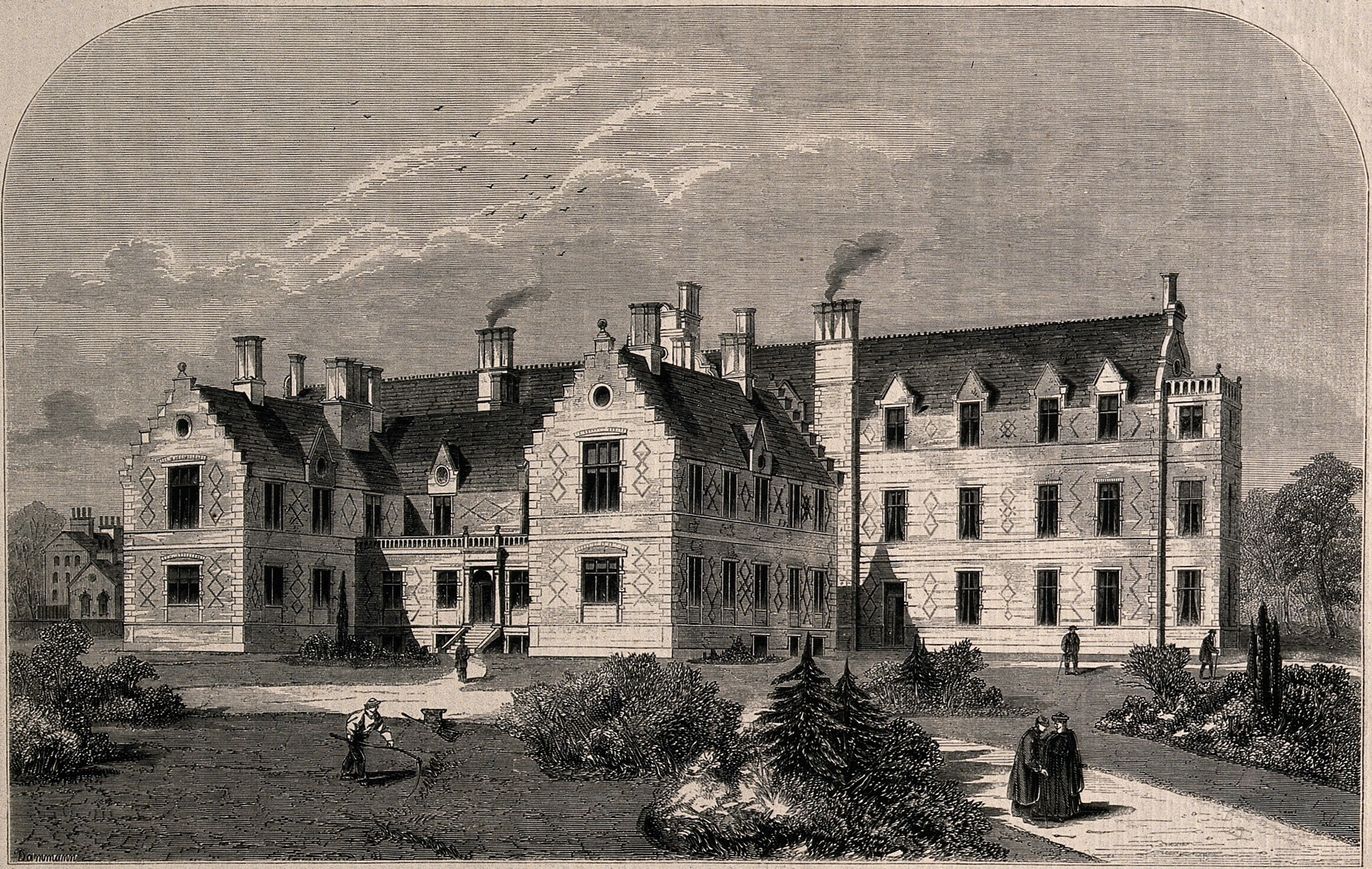
German Hospital in London (1864)

Um auch in England eine medizinische Qualifikation zu erhalten, bildete er sich im Guy’s Hospital in London weiter.
Im Jahr 1855 wurde er Mitglied und 1859 Fellow des Royal College of Physicians.
Im Jahr 1885 hielt er unter dem Titel Croonian Lectures on the Hygienic and Climatic Treatment of chronic pulmonary Phthisis die Croonian Lecture des Royal College of Physicians.
Hermann David Weber war ein Pionier der Luftkur-Behandlung der Tuberkulose und betreute seine Patienten dabei im Winter in den Hochtälern des Engadins. Er selbst war Alpinist und Mitglied im Alpenverein und bestieg noch im 68. Lebensjahr das Wetterhorn und die Jungfrau in den Berner Alpen. 1899 nahm er als Britischer Delegierter in Berlin am Kongress für Bekämpfung der Tuberkulose als Volkskrankheit mit dem Referat Klima und Seereisen in der Behandlung der Tuberkulose teil und wurde noch im gleichen Jahr aufgrund seiner zahlreichen medizinischen Verdienste von Königin Victoria als Knight Bachelor zum Ritter geschlagen.
Sir Hermann David Weber ging im Alter von 80 Jahren als Krankenhausarzt in den Ruhestand, blieb jedoch deutscher Botschaftsarzt sowie Beratender Arzt des Deutschen Krankenhauses, des Royal Hospital for Consumption in Ventnor, des Mount Vernon Consumption Hospital (Hampstead und Northwood) und des King Edward VII Sanatory.
In seinen späteren Jahren interessierte er sich für Numismatik, wurde Mitglied der Royal Numismatic Society und legte eine umfangreiche und vielbeachtete Sammlung römischer und griechischer Münzen an. Er war mehrfach Vizepräsident und wurde 1905 mit der Medaille der Royal Numismatic Society ausgezeichnet.
Nach Hermann David Weber ist das Weber-Syndrom benannt, ein klassisches Hirnstammsyndrom, das er 1863 erstmals beschrieben hat.
Er war seit 1854 mit Matilda, geborene Grüning verheiratet.
Der britische Dermatologe Frederick Parkes Weber war ein Sohn des Ehepaars.

## Schriften (Auswahl)
- On the Influence of the Alpine Climates on Pulmonary Consumption. Richards, London 1867 (Digitalisat)
- mit Julius Braun und Ludwig Rohden: On the curative effects of baths and waters. Being a handbook to the spas of Europe by Dr. Julius Braun. Including a chapter of the treatment of phthisis by bath and climate by Dr. Rohden of Lippspringe. Smith, Elder, London 1875 (Digitalisat)
- Croonian Lectures on the Hygienic and Climatic Treatment of chronic pulmonary Phthisis. Smith, Elder, London, 1885 (Digitalisat)
- mit F. Parkes Weber: The Spas and Mineral Waters of Europe. Smith, Elder, London 1896 (Digitalisat)
- mit F. Parkes Weber: The Mineral Waters and Health Resorts of Europe. Smith, Elder, London 1898 (Digitalisat)
- mit F. Parkes Weber: Climotherapy and Balneotherapy. Smith, Elder, London 1907 (Digitalisat)
- On means for the Prolongation of Life. John Bale, sons & Danielsson, London 1908  (Digitalisat)

## Münzsammlung Weber
- Leonard Forrer: Descriptive Catalogue of the Collection of Greek Coins Formed by Sir Hermann Weber, M.D. 1823–1918. The Weber Collection. 1, Greek coins. Spink, London 1922 (Digitalisat)
- Leonard Forrer: Descriptive Catalogue of the Collection of Greek Coins Formed by Sir Hermann Weber, M.D. 1823–1918. The Weber Collection. 2, Greek coins. Spink, London 1924 (Digitalisat)
- Leonard Forrer: Descriptive Catalogue of the Collection of Greek Coins Formed by Sir Hermann Weber, M.D. 1823–1918. The Weber Collection. 3, 1, Greek coins. Spink, London 1926 (Digitalisat)
- Leonard Forrer: Descriptive Catalogue of the Collection of Greek Coins Formed by Sir Hermann Weber, M.D. 1823–1918. The Weber Collection. 3, 2, Greek coins. Spink, London 1929 (Digitalisat)
- Leonard Forrer: Descriptive Catalogue of the Collection of Greek Coins Formed by Sir Hermann Weber, M.D. 1823–1918. The Weber Collection. 3, Plates, Greek coins. Spink, London 1925 (Digitalisat)